# Канкуранг
Канкуранг (также канкуран или конкоран) — ритуал посвящения, практикуемый мужчинами общины мандинго на территории Гамбии и Сенегала, в основном, в регионе Касаманс и в городе Мбур, где мандинго представлены очень хорошо. Современная форма ритуала восходит к традициям королевстка Габу (Каабу). Словом "канкуранг" обозначается как сам ритуал, так и его главный персонаж. Связан с церемонией обрезания и обрядами инициации (посвящения). Шествие продолжается 30 дней (4 воскресенья подряд и почти каждую ночь), обычно перед самым началом месяца Рамадан (обычно, сентябрь).   
Согласно традиции, происхождение ритуала восходит к Koмo, тайному обществу охотников, чьи эзотерические практики поставили общность мандинго на грань выживания.
Канкуранг  — ритуал, гарантирующий торжество порядка и справедливости, способный отпугивать злых духов, гарант сохранения социальных ценностей. В 2005 году канкуранг был объявлен частью нематериального культурного наследия человечества (организацией ЮНЕСКО), а в 2008 году официально внесён в его Репрезентативный Список.
Этот обряд инициации крайне популярен среди мандинго. главный персонаж обряда - Канкуранг - полностью покрывает себя одноцветными листьями цвета коры красного дерева и держит в руках два мачете, периодически ударяя ими друг о друга, одновременно издавая резкий пронзительный крик, сообщая окружающим, что им пора расходиться по домам.

## Совершение ритуала
Этот ритуал обычно проводится в августе-сентябре. В роли центрального мифического персонажа церемонии - канкуранга - выступает лицо, прошедшее обряд инициации, облачённый в маску, тело которого полностью покрыто корой и волокнами дерева фара. Канкуранг с устрашающим видом бегает по улицам, отпугивая всех, кто может в этот момент находиться рядом с мальчиками, только что прошедшими процедуру обрезания. Ритуал состоит из нескольких этапов: выбор инициата, его посвящение старейшинами, его уход в лес и шествие по селу. Персонаж канкуранг во время шествия танцует, размахивает двумя мачете и издаёт пронзительные крики. Его сопровождают лица, уже прошедшие обряд посвящения, а также вооружённые палками, местные жители, которые также поют, танцуют и играют на там-тамах.
БИБЛИОГРАФИЯ НА ФРАНЦУЗСКОМ ЯЗЫКЕ:
Lilyan Kesteloot, « Les Mandingues de Casamance : Kankourang, castes et kora », in François-George Barbier-Wiesser (dir.), Comprendre la Casamance : chronique d'une intégration contrastée, Karthala, Paris, 1994, p. 97-117 (ISBN 2-86537-503-X)
Dominique Auzias, Jean-Paul Labourdette, Le Petit Futé Sénégal [archive], « Kumpo et Kankouran, des esprits bien vivaces », Petit Futé, 2008, (ISBN 9782746922808)
Geneviève N'Diaye-Corréard, Equipe du projet IFA, Les Mots du patrimoine : le Sénégal [archive], Archives contemporaines, 2006, (ISBN 9782914610339) 
ФИЛЬМОГРАФИЯ:
Kankouran, Malick Sy, Sénégal, 2001

## Внешние ссылки
- В Wikimedia Commons можно найти мультимедийную категорию о канкуранге.